# Adria (caravan- en kampeerautomerk)
Adria (Adria-Mobil d.o.o.) is een Sloveense fabrikant van caravans en Adriatik-kampeerauto's, gevestigd in Novo mesto.

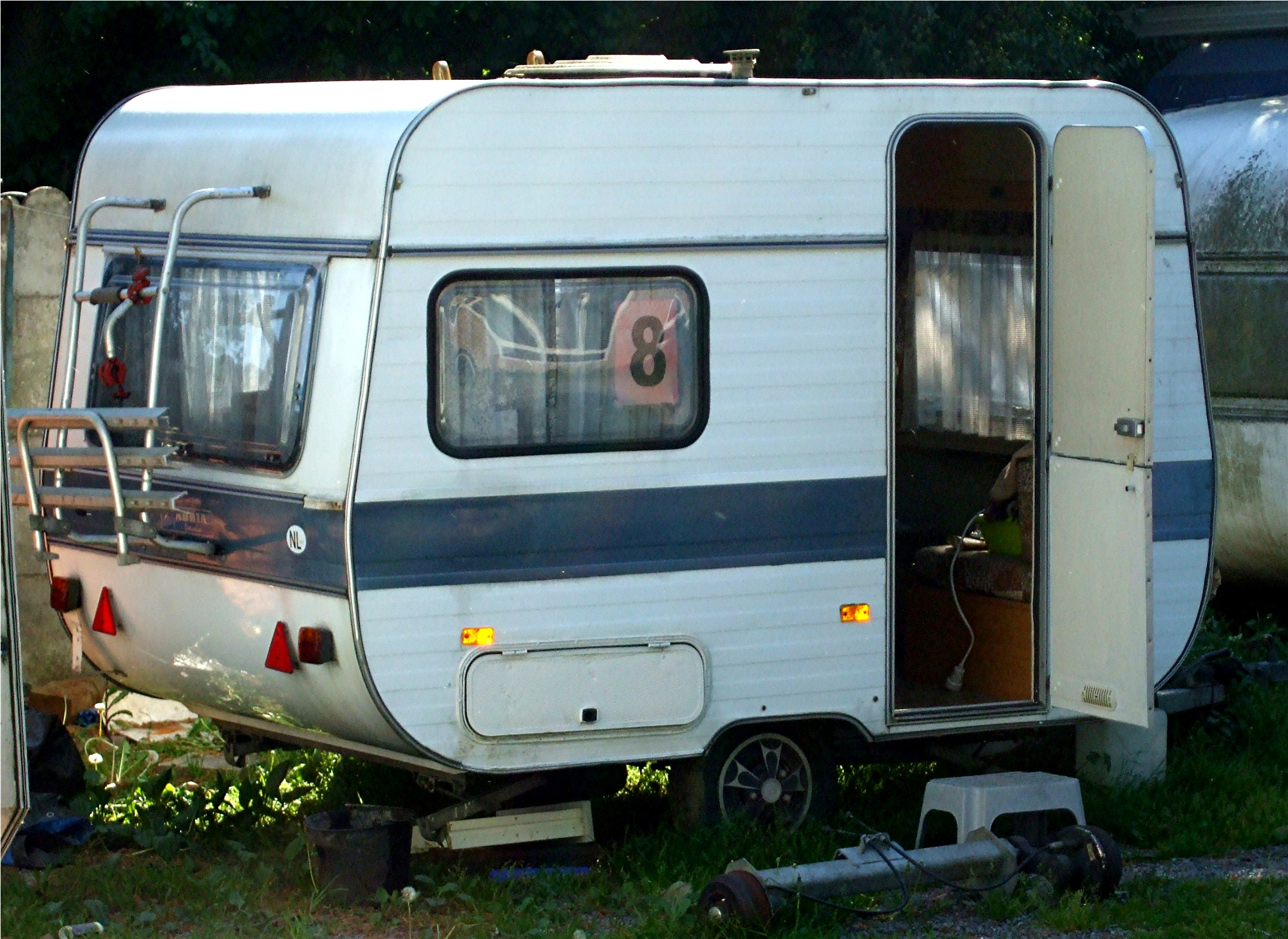
Adria caravan (tweede generatie)

## Geschiedenis
In 1965 bouwde de Joegoslavische firma IMV het eerste prototype van een Adria-caravan. Deze werd gepresenteerd op een beurs in Stockholm. Een tweede, iets ronder vormgegeven model volgde in datzelfde jaar. Kort daarop werd overgegaan op de serieproductie van het type dat nog jaren gehandhaafd zou worden. In 1967 werd de productie verhoogd naar 2 caravans per dag en in 1968 begon de export naar Nederland.
In 1970 kregen de Adria-caravans de karakteristieke blauwe band op vensterhoogte en bij de De Luxe-modellen zijn alle ramen in dubbel glas met een blauwe kleuring uitgevoerd, voor de wintersportgangers een hele verbetering. In oktober 1972 werd een nieuwe caravanfabriek geopend in Brežice en twee weken later nog een in het Belgische Deinze. Fabrikant IMV was op dat moment de grootste Joegoslavische exporteur dankzij de Adria-caravans en had zeven dochterondernemingen in het buitenland.

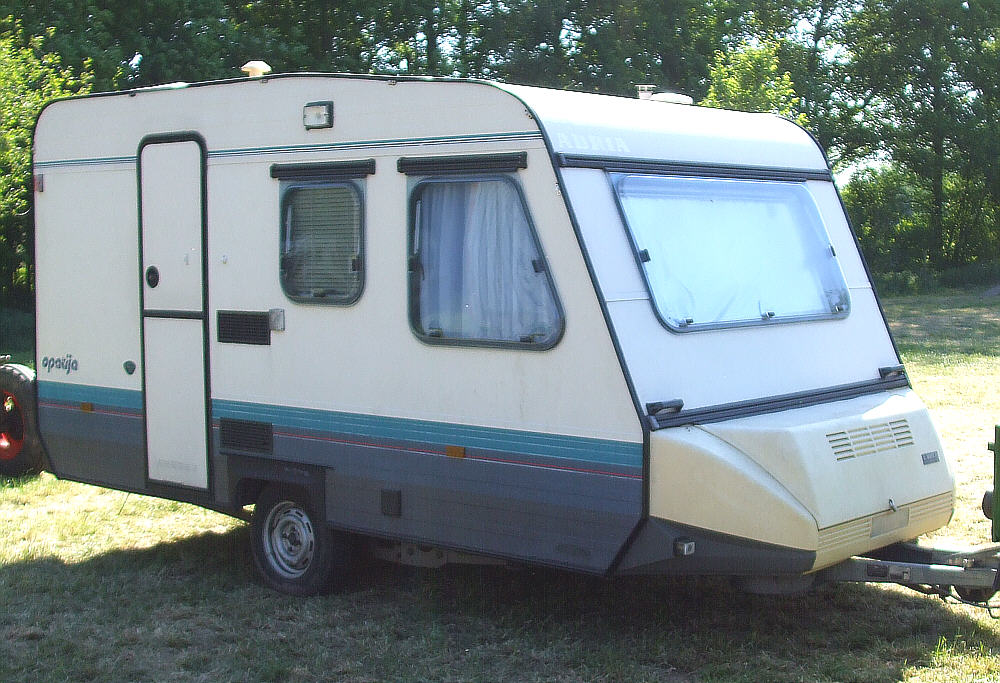
Adria Opatija (derde generatie)

In 1978 werd een nieuwe modelserie ontwikkeld; de tweede generatie Adria-caravans ontstond met de zogenaamde pontonvorm die eerst alleen bij de Grand de Luxe-modellen en het jaar erop ook bij de andere types werd geïntroduceerd. In 1979 begon de bouw van nieuwe productie-installaties in Novo Mesto. 1980 was met 26.757 geproduceerde en verkochte caravans het meest succesvolle jaar voor Adria.
Met de nieuwe meer aerodynamisch vormgegeven Mistral ging in 1982 de derde generatie in productie. Ontwerper van de caravan was de Fransman Joël Bretecher. Binnen twee jaar zouden ook de andere types de Mistral-vormgeving krijgen. Met de Adriatik 420 en de 450 verschenen de eerste twee campermodellen op basis van de Renault Trafic, geproduceerd in Deinze.
In 1985 kreeg Adria met de Cargo ook een universele transportaanhanger in het programma en in 1987 werd de Kamper ontwikkeld, een combinatie van aanhanger en wooncontainer. Met de firma MAZ in Minsk werd een contract afgesloten over uitwisseling van technologie voor de caravans 350 en 400.
In samenwerking met de ontwerper Petarnoster werd in 1988 voor Adria een nieuw logo ontworpen: de bekende "Adria-slak". De Adria-fabrikant IMV werd na een referendum op 20 december 1989 opgesplitst in drie aparte firma's: Revoz, Adria Caravan en TPV. In dat jaar ging ook de stroomlijnvorm nog meer zijn intrede doen bij Adria: de voorkant van de caravan werd voorzien van een kunststof front met afgeronde zijkanten en zo deed de Forma zijn intrede.
In 1994 begon met de Unica de vijfde Adria-caravangeneratie. In 1995 ging de Adria Van op basis van de Fiat Ducato in serie. Ondanks vele successen en nieuwe ontwikkelingen was de eerste helft van de jaren 90 de tot dan toe moeilijkste tijd voor Adria. In 1996 werd Adria Caravan omgevormd tot Adria-Mobil. Met een nieuw management onder leiding van Sonja Gole ging het vanaf dat moment weer opwaarts.
In 1997 voerde Adria een kwaliteitsmanagementsysteem in voor producten en processen en werd gecertificeerd volgens de ISO 9001-norm. Met de Coral begon in 1998 de productie van alkoofmodellen in Novo Mesto. Deze wordt nog steeds geproduceerd en verkocht. Bij de caravans werd inmiddels de zesde generatie geproduceerd. De in 1999 gepresenteerde Aura is het belangrijkste nieuwe model onder de caravans.
In 2001 verscheen met de Adiva het eerste model van de zevende caravangeneratie. De Stargo op Mercedes-Benz-chassis breidde het programma campers uit. In 2002 breidde Adria het programma stacaravans uit met de Adria home en de Adria Win camperbus werd ontwikkeld. Adria ontving de belangrijkste Sloveense ondernemersprijs Gazela als een van de sterkst groeiende bedrijven van het land. Met de 3way op Renault Trafic-chassis met optioneel hefdak werd de bestelwagenreeks verder uitgebreid. De Adora is het begin van de achtste caravangeneratie.
In 2004 kwam Adria wederom met een nieuwe camper, de deels geïntegreerde Izola op basis van de Renault Master. De onderneming groeit verder richting een Europese toppositie. De negende caravangeneratie begon in 2005 met een bijzonder markant model: de innovatief vormgegeven kleine caravan Action. De dan 40-jarige firma nam haar intrek in een compleet nieuw ingerichte fabriek. In 2006 bracht Adria haar eerste volledig geïntegreerde camper op de markt, de Vision.

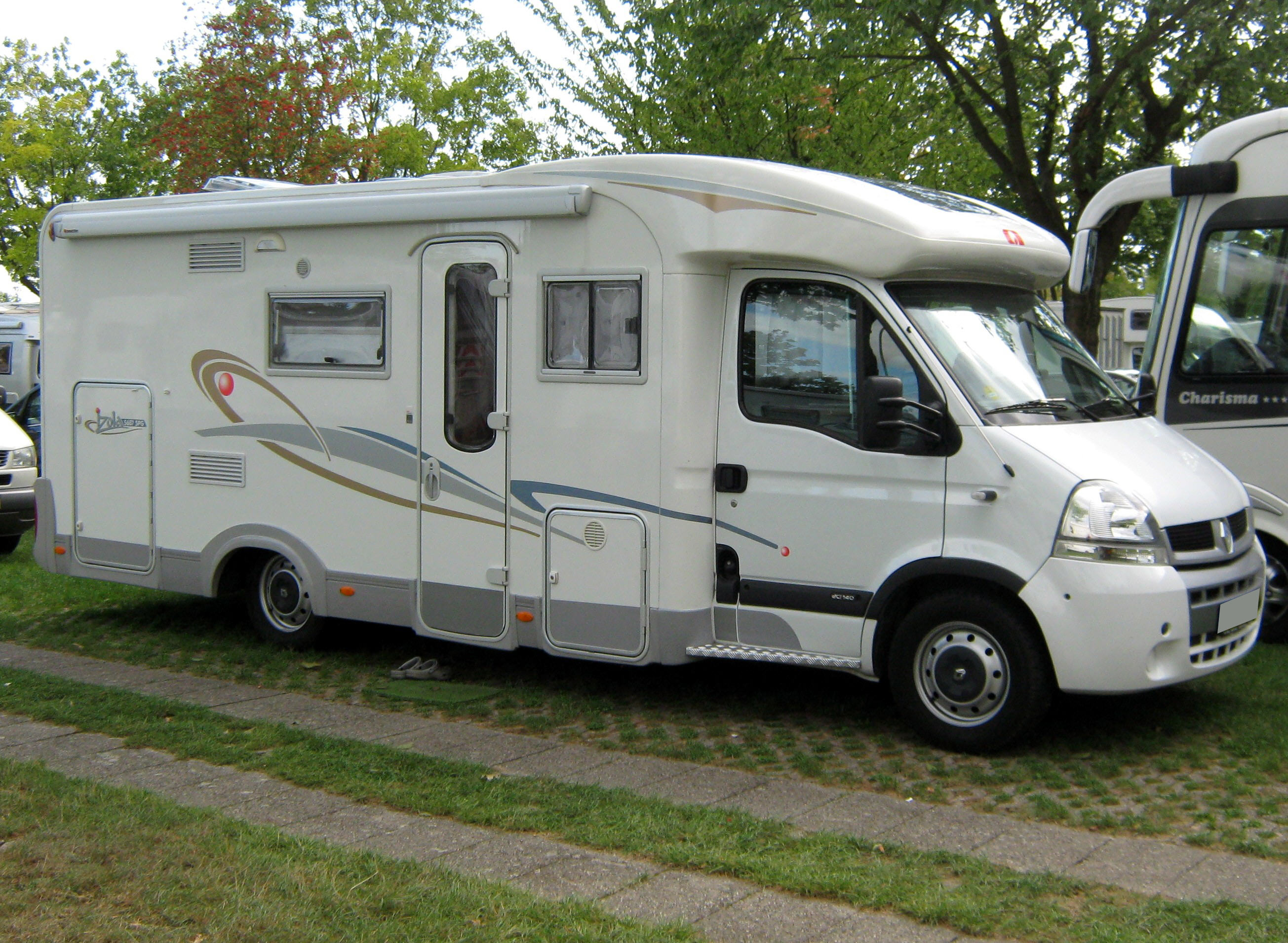
Adriatik Izola
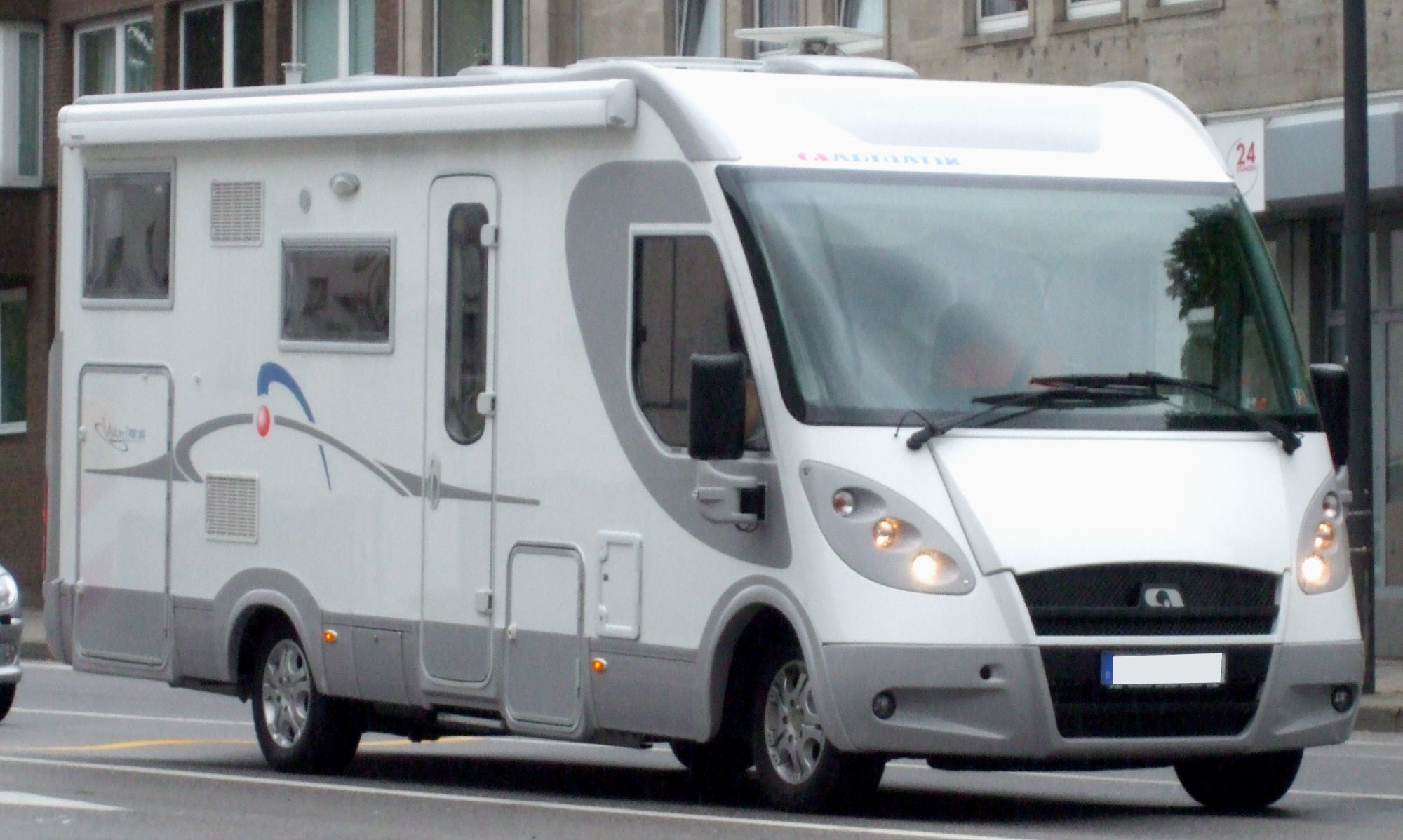
Adriatik Vision
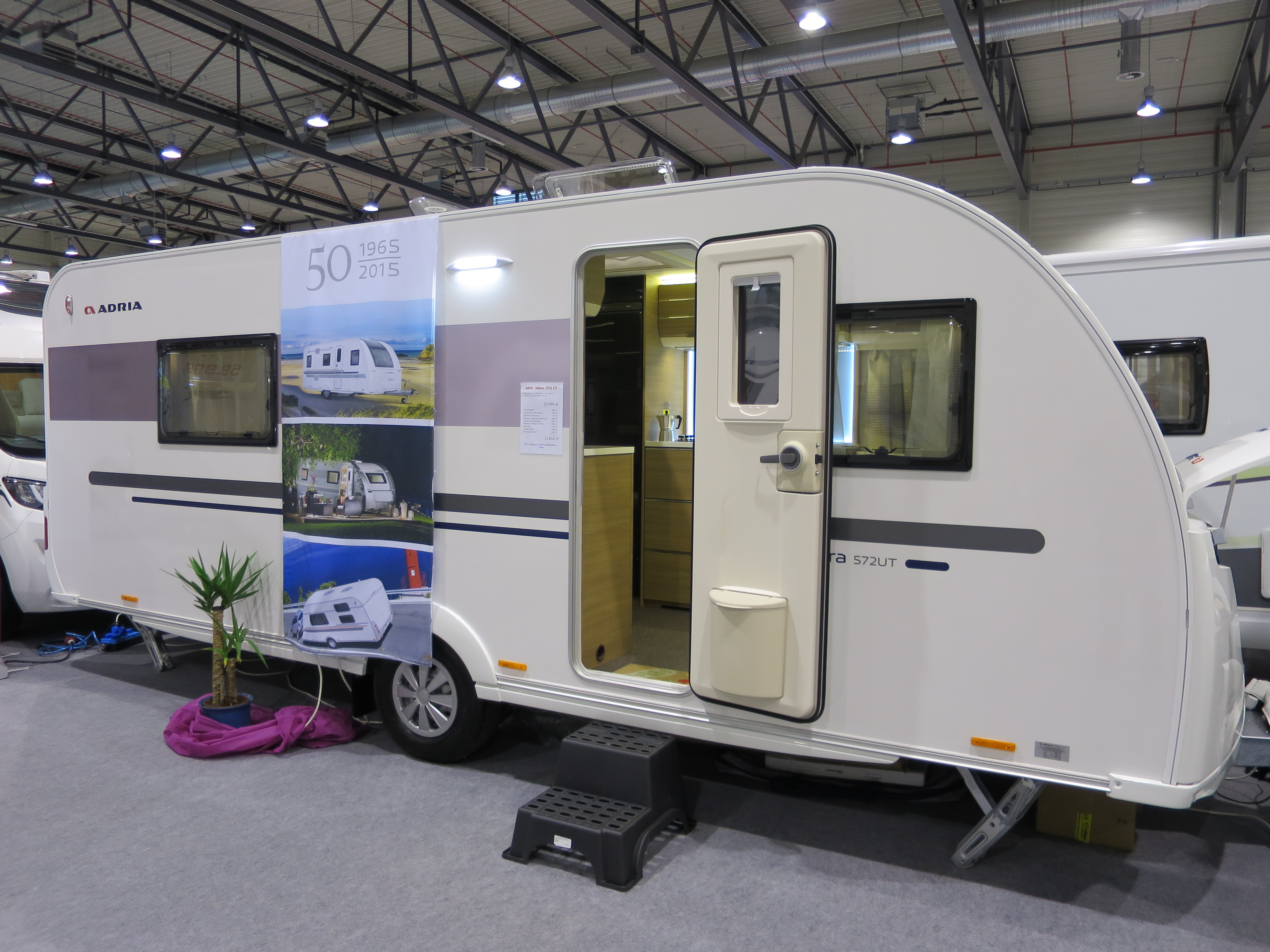
Adria Adora

In 2015 vierde het intussen door Autocommerce, een grote Sloveense onderneming in de autobranche, overgenomen Adria-Mobil haar vijftigste verjaardag.